# Рорбах (Берн)
Рорбах (нім. Rohrbach BE) — громада  в Швейцарії в кантоні Берн, адміністративний округ Верхнє Ааргау.

## Географія
Громада розташована на відстані близько 35 км на північний схід від Берна.
Рорбах має площу 4,1 км², з яких на 15,9% дозволяється будівництво (житлове та будівництво доріг), 63,2% використовуються в сільськогосподарських цілях, 20,3% зайнято лісами, 0,5% не є продуктивними (річки, льодовики або гори).

## Демографія
2019 року в громаді мешкало 1484 особи (+1,6% порівняно з 2010 роком), іноземців було 8%. Густота населення становила 364 осіб/км².
За віковим діапазоном населення розподілялося таким чином: 19,4% — особи молодші 20 років, 58,3% — особи у віці 20—64 років, 22,3% — особи у віці 65 років та старші. Було 676 помешкань (у середньому 2,2 особи в помешканні).
Із загальної кількості 553 працюючих 42 було зайнятих в первинному секторі, 334 — в обробній промисловості, 177 — в галузі послуг.